# بروس فون هوف
بروس فون هوف (بالإنجليزية: Bruce Von Hoff)‏ هو لاعب كرة قاعدة أمريكي، ولد في 17 نوفمبر 1943 في أوكلاند في الولايات المتحدة، وتوفي في 11 سبتمبر 2012 في غولفبورت في الولايات المتحدة.

## وصلات خارجية
- بروس فون هوف على موقعبيزبول رفرنس.كوم (الدوري الرئيسي) (الإنجليزية)
- بروس فون هوف على موقعبيزبول رفرنس.كوم (الدوري الثانوي) (الإنجليزية)
- بروس فون هوف على موقع مشجعي الرسوم البيانية (الإنجليزية)